# Élections législatives de 1958 dans le Jura
Les élections législatives françaises de 1958 se déroulent les 23 et 30 novembre 1958. Dans le département du Jura, deux députés sont à élire dans le cadre de deux circonscriptions.

## Élus
| Circonscription | Député élu    | Parti | Parti |
| --------------- | ------------- | ----- | ----- |
| 1re             | Louis Jaillon |       | MRP   |
| 2e              | Max Montagne  |       | UNR   |

## Système électoral
Pour la première fois depuis 1936, les élections législatives ont lieu au scrutin uninominal majoritaire à deux tours dans des circonscriptions uninominales.
Est élu au premier tour le candidat qui réunit la majorité absolue des suffrages exprimés et un nombre de voix au moins égal au quart (25 %) des électeurs inscrits dans la circonscription. Si aucun des candidats ne satisfait ces conditions, un second tour est organisé entre les candidats ayant réuni un nombre de voix au moins égal à 5 % des suffrages exprimés. Au second tour, le candidat arrivé en tête est déclaré élu.
Le seuil de qualification, basé sur un pourcentage relativement faible des suffrages exprimés, tend à faciliter l'accès au second tour de plus de deux candidats. Les candidats en lice au second tour peuvent ainsi fréquemment être trois, un cas de figure appelé « triangulaire ». Lorsque quatre candidats s'affrontent au second tour, on parle de « quadrangulaire ».

## Résultats

### Résultats à l'échelle du département
| Parti          | Parti                                            | Premier tour | Premier tour | Second tour | Second tour | Sièges |
| Parti          | Parti                                            | Voix         | %            | Voix        | %           | Sièges |
| -------------- | ------------------------------------------------ | ------------ | ------------ | ----------- | ----------- | ------ |
|                | Union pour la nouvelle République                | 9 676        | 9,42         | 25 658      | 23,67       | 1      |
|                | Centre national des indépendants et paysans      | 6 491        | 6,32         | Retrait     | Retrait     | 0      |
|                | Droite parlementaire                             | 16 167       | 15,74        | 25 658      | 23,67       | 1      |
|                |                                                  |              |              |             |             |        |
|                | Parti républicain, radical et radical-socialiste | 32 227       | 31,38        | 42 133      | 38,88       | 0      |
|                | Mouvement républicain populaire                  | 27 140       | 26,43        | 28 137      | 25,96       | 1      |
|                | Parti communiste français                        | 13 299       | 12,95        | 12 451      | 11,49       | 0      |
|                | Section française de l'Internationale ouvrière   | 8 974        | 8,74         | Retrait     | Retrait     | 0      |
|                | Extrême droite                                   | 4 882        | 4,75         | Retrait     | Retrait     | 0      |
|                |                                                  |              |              |             |             |        |
| Inscrits       | Inscrits                                         | 139 784      | 100,00       | 139 759     | 100,00      | 2      |
| Abstentions    | Abstentions                                      | 34 790       | 24,89        | 29 624      | 21,2        |        |
| Votants        | Votants                                          | 104 994      | 75,11        | 110 135     | 78,8        |        |
| Blancs et nuls | Blancs et nuls                                   | 2 305        | 2,2          | 1 756       | 1,59        |        |
| Exprimés       | Exprimés                                         | 102 689      | 97,8         | 108 379     | 98,41       |        |

### Résultats par circonscription

#### Première circonscription (Lons-le-Saunier)
| Candidat       | Candidat               | Parti          | Premier tour | Premier tour | Second tour | Second tour |  |
| Candidat       | Candidat               | Parti          | Voix         | %            | Voix        | %           |  |
| -------------- | ---------------------- | -------------- | ------------ | ------------ | ----------- | ----------- |  |
|                | Edgar Faure            | Radcent        | 19 637       | 37,22        | 23 360      | 41,78       |  |
|                | Louis Jaillon élu      | MRP            | 19 407       | 36,78        | 28 137      | 50,32       |  |
|                | Jean Pernier           | PCF            | 5 377        | 10,19        | 4 420       | 7,9         |  |
|                | Jean-Maurice Démarquet | Extrême droite | 4 882        | 9,25         | Retrait     | Retrait     |  |
|                | Maurice Kocher         | SFIO           | 3 461        | 6,56         | Retrait     | Retrait     |  |
|                |                        |                |              |              |             |             |  |
| Inscrits       | Inscrits               | Inscrits       | 70 964       | 100,00       | 70 945      | 100,00      |  |
| Abstentions    | Abstentions            | Abstentions    | 17 193       | 24,23        | 14 293      | 20,15       |  |
| Votants        | Votants                | Votants        | 53 771       | 75,77        | 56 652      | 79,85       |  |
| Blancs et nuls | Blancs et nuls         | Blancs et nuls | 1 007        | 1,87         | 735         | 1,3         |  |
| Exprimés       | Exprimés               | Exprimés       | 52 764       | 98,13        | 55 917      | 98,7        |  |

#### Deuxième circonscription (Dole)
| Candidat       | Candidat                   | Parti          | Premier tour | Premier tour | Second tour | Second tour |  |
| Candidat       | Candidat                   | Parti          | Voix         | %            | Voix        | %           |  |
| -------------- | -------------------------- | -------------- | ------------ | ------------ | ----------- | ----------- |  |
|                | Charles Laurent-Thouverey  | RGR            | 12 590       | 25,22        | 18 773      | 35,78       |  |
|                | Max Montagne élu           | UNR            | 9 676        | 19,38        | 25 658      | 48,91       |  |
|                | André Barthélémy           | PCF            | 7 922        | 15,87        | 8 031       | 15,31       |  |
|                | Gérard Pelleterat de Borde | MRP            | 7 733        | 15,49        | Retrait     | Retrait     |  |
|                | Pierre Gilles              | CNIP           | 6 491        | 13           | Retrait     | Retrait     |  |
|                | Jean Courtois              | SFIO           | 5 513        | 11,04        | Retrait     | Retrait     |  |
|                |                            |                |              |              |             |             |  |
| Inscrits       | Inscrits                   | Inscrits       | 68 820       | 100,00       | 68 814      | 100,00      |  |
| Abstentions    | Abstentions                | Abstentions    | 17 597       | 25,57        | 15 331      | 22,28       |  |
| Votants        | Votants                    | Votants        | 51 223       | 74,43        | 53 483      | 77,72       |  |
| Blancs et nuls | Blancs et nuls             | Blancs et nuls | 1 298        | 2,53         | 1 021       | 1,91        |  |
| Exprimés       | Exprimés                   | Exprimés       | 49 925       | 97,47        | 52 462      | 98,09       |  |